# Contea di Knox (Tennessee)
La contea di Knox (in inglese Knox County) è una contea statunitense situata nello stato federato del Tennessee, il cui capoluogo è Knoxville.
Dal 1º settembre 2018 è governata in qualità di sindaco da Glenn Jacobs, ex wrestler della World Wrestling Entertainment.
Al censimento del 31 dicembre 2020 la popolazione era di 478 971 abitanti.